# Mijn eeuw
Mijn eeuw (Duits: Mein Jahrhundert) is een literair werk van de Duitse schrijver Günter Grass. Aan de hand van 100 vertellingen (elk jaar heeft zijn eigen korte verhaal) wordt op de 20e eeuw teruggeblikt uit het perspectief van mensen uit elke sociale laag van de Duitse maatschappij: van medewerker aan de lopende band tot professor in de biologie.      

## Stijl
Er zijn geen inleidingen bij de korte verhalen, zodat de lezer direct midden in het verhaal staat. Günter Grass wisselt de schrijfstijlen in het boek af, waarbij vaak ook spreektaal (dialect) wordt gebruikt, wat maakt dat de taal van het boek amusant en vloeiend is. Een deel van de teksten is ook relatief provocerend geschreven. 